# Postjakten Hiorten
Hiorten var en svensk postjakt på 1600-talet som byggdes för att segla med post, och ibland också passagerare, mellan Ystad och dåvarande Svenska Pommern. Vad som hände med det ursprungliga fartyget efter omkring 1702 är inte känt. På initiativ av Marinmuseum i Karlskrona, byggdes en rekonstruktion av 1600-talsfartyget, som sjösattes 1992[källa behövs]. Denna tillhörde 2006–2016 Blekinge Sjövärnskår och tjänstgjorde som skolfartyg med utbildning i segling och sjömanskap. Hon sjönk i Karlskrona örlogshamn 2015, men bärgades och återställdes.

## Den ursprungliga postjakten
Hiorten byggdes i Karlskrona som en första generationens postjakt för trafik mellan Ystad och Wittow och Stralsund i Svenska Pommern. Skeppsbyggmästaren vid amiralitetet Frans Johan Sheldon ansvarade för konstruktionen. Fartyget är en galliot, ett flatbottnat tvåmastat havsseglande handelsfartyg med ursprung i holländskt 1600-tal. Fartyget var byggt av ek och hade kajuta, sal, rum för hästar och vagnar och kabyss. Det hade en besättning på fyra man: en skeppare, två båtsmän och en skeppsgosse. Hiorten sjösattes 1692 och gick sedan i trafik till Pommern med post, passagerare och gods under tio år. Seglatsen mellan Ystad och Wittow på ön Rügen tog i bästa fall åtta-nio timmar, i motvind upp till två-tre dygn. Fartygets öde efter år 1702 är inte känt.

## Replik
Marinmuseum i Karlskrona byggde under tre år en replik i samarbete med Schiffbau- und Schifffahrtsmuseum Rostock samt i samarbete med Karlskrona kommun och Rostocks stad. Den nybyggda Hiorten genomförde sin jungfrufärd i maj 1999.[källa behövs] Fartyget har i det närmaste samma mått som det ursprungliga och med en 130 kvadratmeter stor segelyta fördelat på två master med en rigghöjd på 18,0 meter. Nybyggnaden baserades på en av Riksarkivets bevarade ritningar av det bredaste spantet (nollspantet) och på en skiss av skeppet sett ovanifrån. 
Hiortens totala segelyta är 130 kvadratmeter. Den vanligaste segelsättningen består av fyra segel: klyvare, stagfock, storsegel och mesansegel.

## Ägare
Åren 2006–2016 ägdes Hiorten av Blekinge Sjövärnskår och hade Karlskrona som hemmahamn. Sjövärnskåren utbildade sina elever i sjömanskap ombord och Hiorten har varje år deltagit i Baltic Sail, en seglats som går mellan Rostock och Karlskrona. Hon seglar med en stambesättning på två till fyra man plus cirka tio elever. I oktober 2016 köptes hon av Yngve Gottlow (född 1943) med avsikt att i framtiden bedriva segelturer för allmänhet.
Hiorten gick i chartertrafik i Östersjön mellan Karlskrona och Rostock samt till Polen till år 2020, varefter hon såldes på auktion som fritidsfartyg.

## Bildgalleri

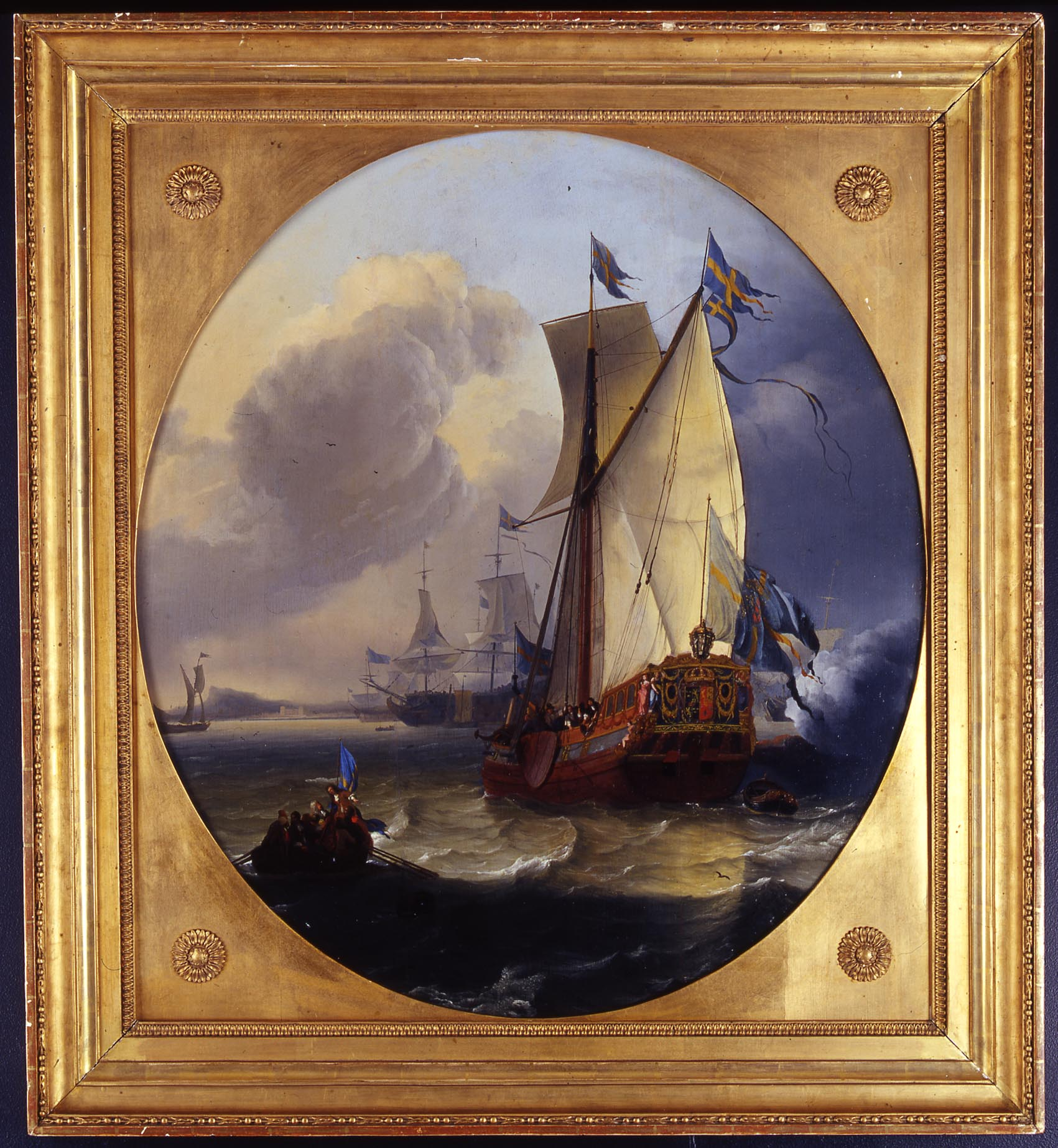
Hiorten, 1700 av Ludolf Bakhuizen.
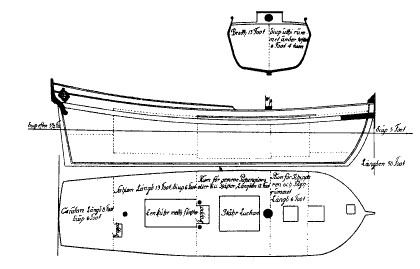
Äldre ritning av Postjakten Hiorten.
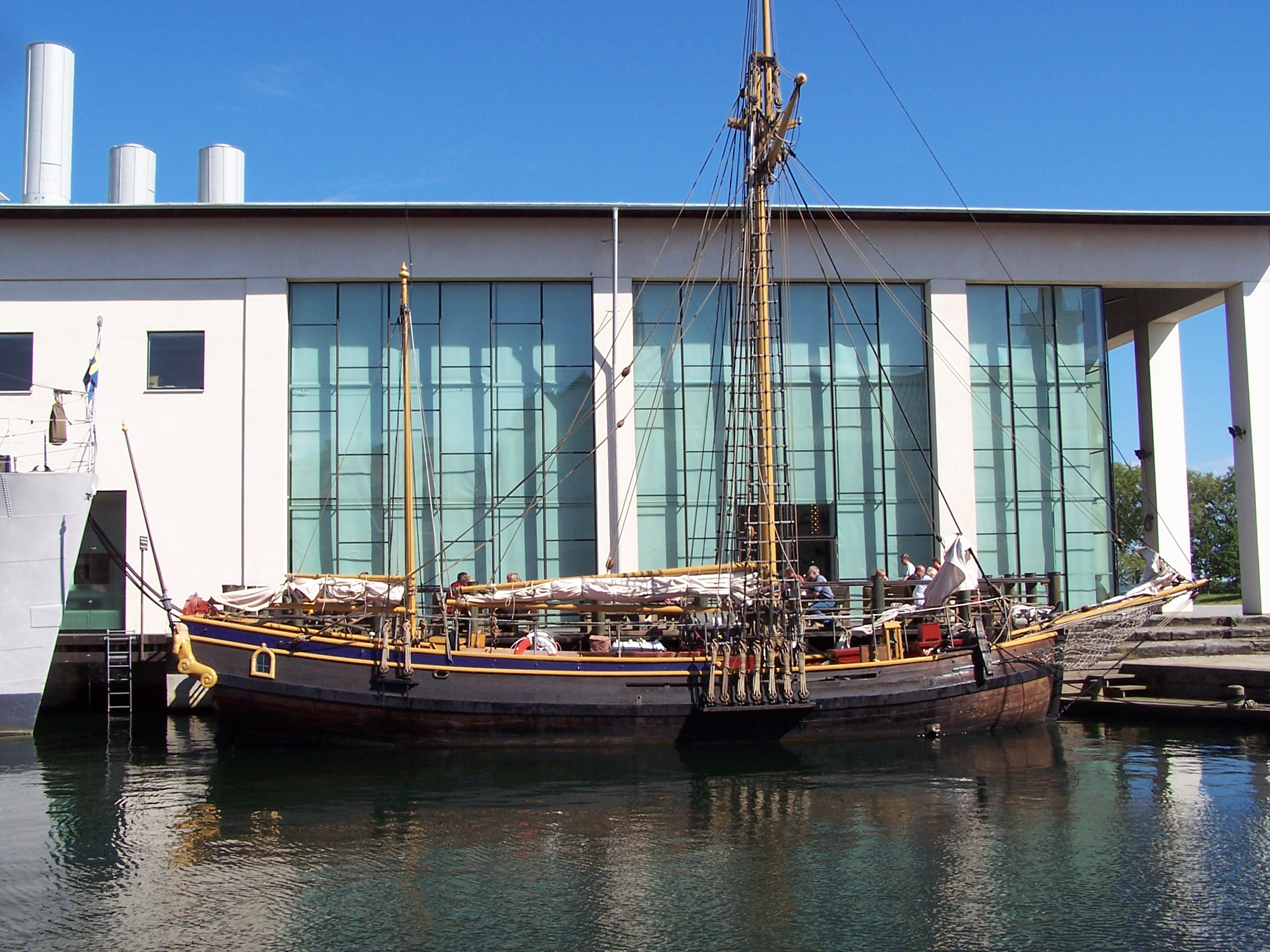
Hiorten vid Marinmuseum i Karlskrona.
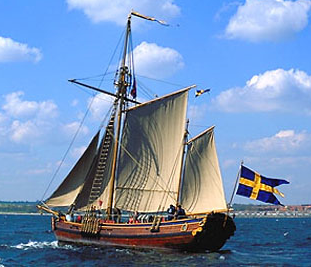
Under segel.